# Campionati europei di canoa/kayak sprint 1933
I Campionati europei di canoa/kayak sprint 1933 sono stati la 1ª edizione della competizione continentale. Si sono svolti a Praga, in Repubblica Ceca. Gli atleti hanno preso parte a 7 eventi in totale, 6 gare maschili e 1 femminile.

## Medagliere
| Pos.   | Paese          | Oro | Argento | Bronzo | Totale |
| ------ | -------------- | --- | ------- | ------ | ------ |
| 1      | Germania       | 4   | 2       | 6      | 12     |
| 2      | Cecoslovacchia | 2   | 2       | 1      | 5      |
| 3      | Austria        | 1   | 1       | 0      | 2      |
| 4      | Svezia         | 0   | 2       | 0      | 2      |
| Totale | Totale         | 7   | 7       | 7      | 21     |

## Podi

### Uomini
| Evento           | Oro                                          | Perform. | Argento                                           | Perform. | Bronzo                                     | Perform. |
| Canoa C-1 1000M  | Bohumil Silný                                | 5:37,80  | Bohuslav Karlík                                   | 5:37,83  | Otto Derdau                                | 5:39,20  |
| Canoa C-2 1000M  | Cecoslovacchia Alois Cigner Karel Šanda      | 4:53,10  | Cecoslovacchia Vladimír Syrovátka Jan Brzák-Felix | 4:54,10  | Germania nazista Hans Fürus Franz Bachmann | 4:56,30  |
| Kayak K-1 1000M  | Helmut Cämmerer                              | 4:35,50  | Nils Wallin                                       | 4:38,70  | Willi Behnken                              | 4:41,30  |
| Kayak K-1 10000M | Ernst Krebs                                  | 52:21,40 | Nils Wallin                                       | 52:21,60 | Edi Kleckers                               | 52:21,80 |
| Kayak F-1 10000M | Gregor Hradetzky                             | 54:59,30 | Bernhard Eberle                                   | 57:08,20 | Hans Rein                                  | 57:09,40 |
| Kayak F-2 10000M | Germania nazista Franz Schneider Paul Wevers | 52:55,70 | Austria Viktor Kalisch Karl Steinhuber            | 53:05,60 | Germania nazista Günther Pfaff Josef Wörle | 53:59,50 |

### Donne
| Evento    | Oro          | Perform. | Argento                   | Perform. | Bronzo          | Perform. |
| Kayak K-1 | Gussy Wenzel | 3:06,50  | Lieselotte Brettschneider | 3:12,00  | Marta Pavlisová | 3:15,70  |